# Copa Espírito Santo de Futebol de 2025
A Copa Espírito Santo de Futebol de 2025 é a 22ª edição deste torneio realizado anualmente pela FES desde 2003. Tendo como campeão o Vitória, se tornando pentacampeão da competição.

## Regulamento

### Primeira fase
Em 2025, a Copa Espírito Santo teve uma nova fórmula de disputa. Na primeira fase, todos os onze times se enfrentaram, em turno único. Os oito melhores avançaram para a segunda fase.

## Equipes participantes
| Equipe                 | Cidade                  | Campanha em 2024 | Estádio                | Títulos            |
| Capixaba               | Vila Velha              | 6º lugar         | Campo dos Santos       | 0 (não possui)     |
| Desportiva Ferroviária | Cariacica               | 3º lugar         | Engenheiro Araripe     | 2 (2008 e 2012)    |
| Linhares               | Linhares                | 7º lugar         | Virgílio Grassi        | 0 (não possui)     |
| Porto Vitória          | Vitória                 | Campeão          | Kleber Andrade         | 1 (2024)           |
| Real Noroeste          | Águia Branca            | 4º lugar         | Rochão                 | 4 (último em 2019) |
| Rio Branco VN          | Venda Nova do Imigrante | Não disputou     | Olímpio Perim          | 0 (não possui)     |
| Rio Branco             | Vitória                 | 5º lugar         | Kleber Andrade         | 1 (2016)           |
| Serra                  | Serra                   | Não disputou     | Roberto Siqueira Costa | 0 (não possui)     |
| Sport                  | Serra                   | 9º lugar         | Kleber Andrade         | 0 (não possui)     |
| Vilavelhense           | Vila Velha              | 8º lugar         | Gil Bernardes          | 0 (não possui)     |
| Vitória                | Vitória                 | Vice-campeão     | Salvador Costa         | 4 (último em 2022) |

## Primeira fase
| Pos | Equipe                 | Pts | J  | V | E | D | GP | GC | SG  | Classificação ou descenso |     | VIT | PVT | DES | RNO | CAP | RBV | SER | VIL | SCC | RIB | LIN |
| --- | ---------------------- | --- | -- | - | - | - | -- | -- | --- | ------------------------- | --- | --- | --- | --- | --- | --- | --- | --- | --- | --- | --- | --- |
| 1   | Vitória-ES             | 23  | 10 | 7 | 2 | 1 | 28 | 8  | +20 | Quartas de final          |     | —   | –   | 1–1 | 2–1 | –   | 2–1 | 4–0 | –   | 4–0 | –   | –   |
| 2   | Porto Vitória          | 20  | 10 | 6 | 2 | 2 | 26 | 11 | +15 | Quartas de final          |     | 2–1 | —   | –   | –   | 2–1 | –   | –   | 5–0 | –   | 2–2 | 3–0 |
| 3   | Desportiva Ferroviária | 17  | 10 | 5 | 2 | 3 | 18 | 10 | +8  | Quartas de final          |     | –   | 2–1 | —   | –   | –   | 4–1 | –   | 0–1 | –   | 4–0 | 2–1 |
| 4   | Real Noroeste          | 16  | 10 | 5 | 1 | 4 | 18 | 13 | +5  | Quartas de final          |     | –   | 1–1 | 2–1 | —   | 0–1 | –   | 3–4 | 1–0 | –   | –   | –   |
| 5   | Capixaba               | 14  | 10 | 4 | 2 | 4 | 12 | 11 | +1  | Quartas de final          |     | 0–4 | –   | 1–1 | –   | —   | 0–0 | 0–1 | 0–1 | –   | –   | –   |
| 6   | Rio Branco VN          | 14  | 10 | 4 | 2 | 4 | 14 | 14 | 0   | Quartas de final          |     | –   | 2–1 | –   | 0–2 | –   | —   | –   | 1–1 | 3–0 | –   | 4–0 |
| 7   | Serra                  | 13  | 10 | 4 | 1 | 5 | 21 | 20 | +1  | Quartas de final          |     | –   | 2–3 | 0–2 | –   | –   | 0–1 | —   | –   | –   | 3–3 | 7–0 |
| 8   | Vilavelhense           | 12  | 10 | 3 | 3 | 4 | 6  | 13 | −7  | Quartas de final          |     | 0–2 | –   | –   | –   | –   | –   | 2–1 | —   | 0–2 | 0–0 | 1–1 |
| 9   | Sport-ES               | 10  | 10 | 3 | 1 | 6 | 11 | 26 | −15 |                           |     | –   | 0–6 | 2–1 | 2–1 | 1–4 | –   | 2–3 | –   | —   | –   | –   |
| 10  | Rio Branco-ES          | 7   | 10 | 3 | 4 | 3 | 20 | 18 | +2  |                           | 2–2 | –   | –   | 2–3 | 0–2 | 4–1 | –   | –   | 3–1 | —   | –   |     |
| 11  | Linhares               | 2   | 10 | 0 | 2 | 8 | 5  | 35 | −30 |                           | 1–6 | –   | –   | 0–4 | 1–3 | –   | –   | –   | 1–1 | 0–4 | —   |     |

1. ↑  O Rio Branco foi punido com a perda de 6 pontos pela escalação irregular do volante João Pedro no confronto contra o Sport pela sétima rodada.[2]

## Fase final
|  |  |

Em itálico, as equipes que possuem o mando de campo no primeiro jogo do confronto ou no jogo único. Em negrito, as classificadas.
|  | Quartas-de-final       | Quartas-de-final       | Quartas-de-final | Quartas-de-final |       |                     | Semifinais       | Semifinais       | Semifinais       | Semifinais       |  |  | Final       | Final       | Final       | Final       |
|  | 5 a 15 de julho        | 5 a 15 de julho        | 5 a 15 de julho  | 5 a 15 de julho  |       |                     | 19 a 29 de julho | 19 a 29 de julho | 19 a 29 de julho | 19 a 29 de julho |  |  | 3 de agosto | 3 de agosto | 3 de agosto | 3 de agosto |
|  |                        |                        |                  |                  |       |                     |                  |                  |                  |                  |  |  |             |             |             |             |
|  | Vitória-ES             | 3                      | 1                | 4                |       |                     |                  |                  |                  |                  |  |  |             |             |             |             |
|  | Vilavelhense           | 0                      | 1                | 1                |       |                     |                  |                  |                  |                  |  |  |             |             |             |             |
|  | Vilavelhense           | 0                      | 1                | 1                |       | Vitória-ES          | 0                | 2                | 0                |                  |  |  |             |             |             |             |
|  |                        |                        |                  |                  |       | Vitória-ES          | 0                | 2                | 0                |                  |  |  |             |             |             |             |
|  |                        | Real Noroeste          | 0                | 0                | 0     |                     |                  |                  |                  |                  |  |  |             |             |             |             |
|  | Real Noroeste          | Real Noroeste          | 0                | 0                | 0     | 0                   | 3                | 3                |                  |                  |  |  |             |             |             |             |
|  | Real Noroeste          |                        |                  |                  |       | 0                   | 3                | 3                |                  |                  |  |  |             |             |             |             |
|  | Capixaba               | 1                      | 1                | 2                |       |                     |                  |                  |                  |                  |  |  |             |             |             |             |
|  |                        |                        |                  |                  |       |                     |                  |                  |                  |                  |  |  | Vitória-ES  | 3           |             |             |
|  |                        |                        | Porto Vitória    | 1                |       |                     |                  |                  |                  |                  |  |  |             |             |             |             |
|  | Porto Vitória          | 2                      | 3                | 5                |       |                     |                  |                  |                  |                  |  |  |             |             |             |             |
|  | Serra                  | 1                      | 0                | 1                |       |                     |                  |                  |                  |                  |  |  |             |             |             |             |
|  | Serra                  | 1                      | 0                | 1                |       | Porto Vitória (pen) | 0                | 2                | 2 (4)            |                  |  |  |             |             |             |             |
|  |                        |                        |                  |                  |       | Porto Vitória (pen) | 0                | 2                | 2 (4)            |                  |  |  |             |             |             |             |
|  |                        | Desportiva Ferroviária | 1                | 1                | 2 (3) |                     |                  |                  |                  |                  |  |  |             |             |             |             |
|  | Desportiva Ferroviária | Desportiva Ferroviária | 1                | 1                | 2 (3) | 0                   | 2                | 2                |                  |                  |  |  |             |             |             |             |
|  | Desportiva Ferroviária |                        |                  |                  |       | 0                   | 2                | 2                |                  |                  |  |  |             |             |             |             |
|  | Rio Branco VN          | 0                      | 0                | 0                |       |                     |                  |                  |                  |                  |  |  |             |             |             |             |